# قلعه سونپو
قلعه سونپو (به ژاپنی: 駿府城 Sunpu-jō) یک قلعه ژاپنی در شهر شیزوئوکا، استان شیزوئوکا در ژاپن است. این قلعه همچنین به نام قلعه فوچو یا قلعه شیزوئوکا نیز نامیده می‌شود.